# Platja de Llumeres
La Platja de Llumeres, està situada en el límit entre les parròquies de Viodo i Bañugues, en el concejo de Gozón, Astúries. S'emmarquen a les platges de la Costa central asturiana i són considerades paisatge protegit, des del punt de vista mediambiental.

## Descripció
La platja de Llumeres presenta forma lineal i color vermellós, vestigi d'unes antigues mines de ferro, dels segles XIX i XX, que se situaven en ella, i que van ser en el seu moment les més importants de la mineria del ferro asturiana. Situat al costat de l'aparcament pot contemplar-se un petit port que servia de zona de càrrega de mineral.
És freqüentada per pescadors, tant de canya com de pesca submarina.
Manca de serveis excepte per l'existència de dutxes.